# 谢夫迪蓬
谢夫迪蓬（法語：Chef-du-Pont，法語發音：[ʃɛf dy pɔ̃]）是法国芒什省的一个旧市镇，属于瑟堡区。2016年，谢夫迪蓬与市镇圣梅尔埃格利斯、伯兹维尔欧普兰、埃科克内欧维尔和富卡尔维尔合并为新的圣梅尔埃格利斯。

## 地理
谢夫迪蓬（49°23'4"N, 1°20'39"W）面积3.78 平方千米，位于法国诺曼底大区芒什省，该省份为法国西北部沿海省份，西、北、东北三面环大西洋，东起顺时针与卡爾瓦多斯省、奧恩省、马耶讷省和伊勒-维莱讷省接壤。
与谢夫迪蓬接壤的市镇（或旧市镇、城区）包括：圣梅尔埃格利斯、伯兹维尔-拉巴斯蒂耶、卡尔克比、皮科维尔。

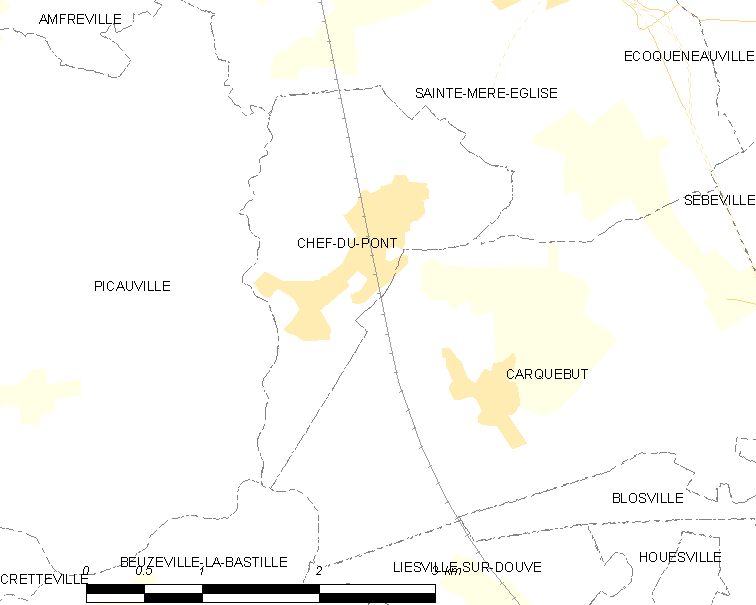
谢夫迪蓬的OSM定位图

谢夫迪蓬的时区为UTC+01:00、UTC+02:00（夏令时）。

## 行政
谢夫迪蓬的邮政编码为50480，INSEE市镇编码为50127。

## 政治
谢夫迪蓬所属的省级选区为卡朗唐莱马赖县。

## 人口

1962-2008年间谢夫迪蓬人口变化图示

谢夫迪蓬于2018年1月1日时的人口数量为670人。